# Landkreis Oberspreewald-Lausitz
Landkreis Oberspreewald-Lausitz is een Landkreis in de Duitse deelstaat Brandenburg. De Landkreis telt 108.396 inwoners (31 december 2020) op een oppervlakte van 1.216,65 km². Kreisstadt is Senftenberg.

## Steden en gemeenten
Na de gemeentelijke herinrichting van 2003 bestaat Oberspreewald-Lausitz uit 25 gemeentes, waarvan 9 steden.

(aantal inwoners per 30 december 2007)
| Steden ¹ behoort tot een gemeenteverband 1. Calau Kalawa, (8939) 2. Großräschen Mukran, (10.873) 3. Lauchhammer Luchow, (18.021) 4. Lübbenau/Spreewald Lubnjow/Błota, (17.290) 5. Ortrand ¹ (2430) 6. Ruhland ¹ Rólany, (4043) 7. Schwarzheide (6451) 8. Senftenberg Zły Komorow, (27.515) 9. Vetschau/Spreewald Wětošow/Błota, (9208) Zelfstandige gemeenten 1. Schipkau Šejkow, (7466) | Gemeenteverbanden 1. Altdöbern 1. Altdöbern Stara Darbnja, (2854) 2. Bronkow (658) 3. Luckaitztal Lukajca Dolk, (936) 4. Neupetershain Nowe Wiki, (1515) 5. Neu-Seeland Nowe Jazorat, (801) 2. Ortrand 1. Frauendorf (783) 2. Großkmehlen (1255) 3. Kroppen Kropnja, (759) 4. Lindenau (757) 5. Ortrand, Stadt (2370) 6. Tettau Tejow, (841) 3. Ruhland 1. Grünewald Zeleny Hózd, (608) 2. Guteborn Wudwor, (598) 3. Hermsdorf Hermanecy, (893) 4. Hohenbocka Hory Bukow, (1146) 5. Ruhland, Stadt Rólany, (3982) 6. Schwarzbach Čorna Woda, (759) |

Barnim · Brandenburg an der Havel · Cottbus · Dahme-Spreewald · Elbe-Elster · Frankfurt (Oder) · Havelland · Märkisch Oderland · Oberhavel · Oberspreewald-Lausitz · Oder-Spree · Ostprignitz-Ruppin · Potsdam · Potsdam-Mittelmark · Prignitz · Spree-Neiße · Teltow-Fläming · Uckermark
Altdöbern ·
Bronkow ·
Calau ·
Frauendorf ·
Großkmehlen ·
Großräschen ·
Grünewald ·
Guteborn ·
Hermsdorf ·
Hohenbocka ·
Kroppen ·
Lauchhammer ·
Lindenau ·
Lübbenau ·
Luckaitztal ·
Neu-Seeland ·
Neupetershain ·
Ortrand ·
Ruhland ·
Schipkau ·
Schwarzbach ·
Schwarzheide ·
Senftenberg ·
Tettau ·
Vetschau/Spreewald